# Dante Viviani
Dante Viviani (Arezzo, 25 luglio 1861 – Perugia, 13 ottobre 1917) è stato un architetto e restauratore italiano.

## Biografia
L'architetto Dante Viviani nacque ad Arezzo nel 1861, studiò prima a Siena e quindi a Roma all'Accademia di belle arti. Nel 1887 vinse il premio nazionale di architettura del Ministero della pubblica istruzione. A Roma lavorò negli studi degli architetti Gaetano Koch e Raffaello Ojetti, collaborando con il primo alla costruzione di piazza Esedra e del palazzo Odescalchi con il secondo.
Trasferitosi a Perugia, collaborò con l'architetto Giuseppe Sacconi al restauro di numerosi edifici sacri, tra cui la basilica e convento di San Francesco di Assisi, e civili (palazzo dei consoli di Gubbio, palazzo dei priori di Todi). Nel 1911 progettò il padiglione umbro-sabino all'Esposizione etnografica di Roma e la sede della Cassa di risparmio di Città di Castello.
Tra il 1901 e il 1914 realizzò la facciata del Duomo di Arezzo in stile neogotico, in sostituzione di quella precedente rimasta incompiuta dall'inizio del Quattrocento.
Morì nel 1917. Nel centesimo anniversario della morte, all'architetto è stata dedicata la lancia d'oro della giostra del Saracino del settembre 2017.